# Piridossina 5-deidrogenasi
La piridossina 5-deidrogenasi è un enzima appartenente alla classe delle ossidoreduttasi, che catalizza la seguente reazione:
piridossina + accettore ⇄ isopiridossale + accettore ridotto
L'enzima è una flavoproteina contenente FAD.